# Bahnhof Bohnenland
Der Bahnhof Bohnenland war ein Bahnhof der Brandenburgischen Städtebahn in Brandenburg an der Havel, der nacheinander an zwei Standorten existierte. Betrieblich gesehen war die Station Bohnenland in den ersten und letzten Jahren ihres Bestehens ein Haltepunkt.

## Geschichte

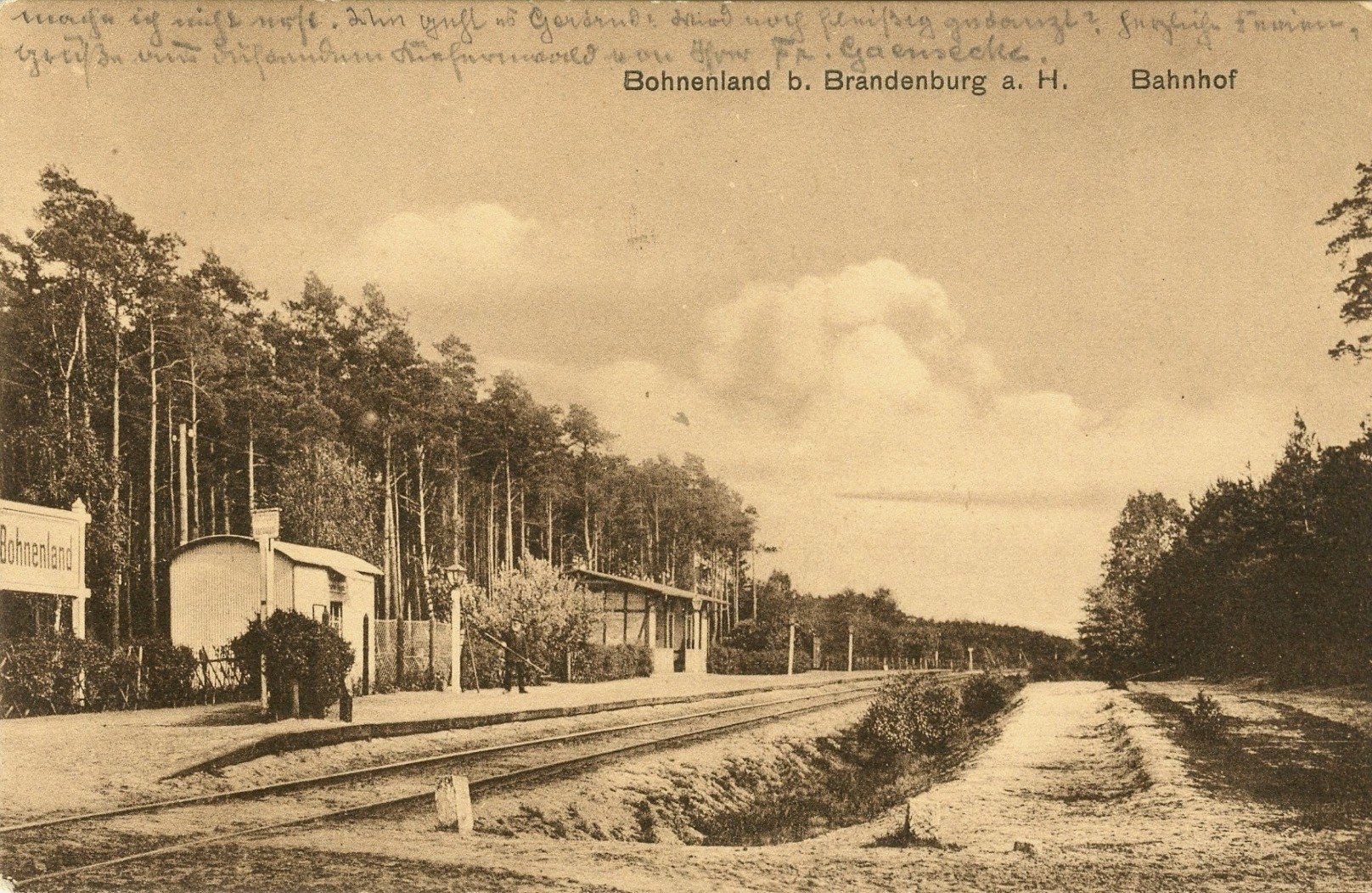
Erster Haltepunkt Bohnenland um 1915

Der erste Haltepunkt wurde 1906 an der bereits zwei Jahre zuvor eröffneten Eisenbahnstrecke zwischen Görden und Fohrde (52° 27′ 6″ N, 12° 29′ 32″ O) errichtet. Er lag etwa 1,4 Kilometer südwestlich der ehemaligen Kolonistensiedlung Bohnenland inmitten des Altstädtischen Forstes, besaß nach einer Wellblechbude später auch eine in Fachwerk ausführte Wartehalle und diente vorrangig dem Ausflugsverkehr nach Bohnenland. Der Haltepunkt wurde 1934 stillgelegt und in der Folge der Bahnsteig mit allen Anlagen abgerissen.
Von 1937 bis Ende 1938 wurde stattdessen 1,2 km in Richtung Fohrde ein neuer Haltepunkt errichtet. Er lag etwa 1,5 Kilometer westlich der namengebenden Siedlung Bohnenland und hatte auf Grund fehlender direkten Wege keine Bedeutung mehr für den Ausflugsverkehr nach Bohnenland. Er diente vielmehr dem Personenverkehr zu einem 1910 vom Verband Brandenburger Krankenkassen eröffneten Walderholungsheim (nach 1945 Vorschulheim; seit 1990er Jahren Ruine), das 150 m vom Haltepunkt entfernt in der Gemarkung der damaligen Gemeinde Fohrde lag, sowie zur Kolonie Tieckow.
Eine kleine Wartehalle in Fachwerkbauweise mit Ziegelausfachungen und flachen Satteldach auf Freigespärre, im Stil der früheren Halle, aber in veränderter Ausführung, vielleicht auch unter Wiederverwendung von deren Teilen, ergänzte die Bahnanlage. Bei der Inventarisierung des Landesamtes für Denkmalpflege Anfang der 1990er Jahre im Rahmen der Recherchen zur Denkmaltopographie wurde man auf das kleine Gebäude aufmerksam, schätzte es als denkmalschutzwürdig ein und nahm es in die Topographie auf. Bevor jedoch eine amtliche Eintragung in die Denkmalliste des Landes Brandenburg erfolgen konnte, wurde es um 2003 bei der Streckenrekonstruktion abgerissen.
Neben dem Personenverkehr diente seit 1938 nördlich des Bahnsteigs (schon in der Gemarkung Fohrde) ein Ladegleis mit Kopf- und Seitenrampe der Verladung von LKW und Militärtechnik des Opelwerkes Brandenburg. Nach 1945 befand sich dort ein Anschlussgleis zur Verladung von Kies aus einer angrenzenden Kiesgrube (heute Deponie Fohrde), u. a. auch für den Bau der Umgehungsstrecke um den Hauptbahnhof Brandenburg. 1952/53 wurde das Gleis zu einem Kreuzungsbahnhof für Güterzüge mit zwei Stellwerken ausgebaut. In Karten war seitdem die Station als Bahnhof ausgewiesen. Der Kreuzungsbahnhof war bis Ende der 1980er Jahre in Betrieb. Bereits 1983 stellten Karten der Deutschen Reichsbahn Bohnenland jedoch wieder als Haltepunkt dar. Auf topographischen Karten der Landesvermessung Brandenburg war Bohnenland jedoch wegen mangelnder Laufendhaltung der Karten bis ca. 2005 immer noch als Bahnhof verzeichnet.
Der Haltepunkt wurde am 28. Mai 1995 geschlossen. Mit der Sanierung der Bahnstrecke 2003 bis 2005 wurden sämtliche Spuren des Haltepunktes beseitigt.